# 대한민국의 행정중심복합도시건설청 차장
행정중심복합도시건설청 차장(行政中心複合都市建設廳 次長)은 청장을 보좌하는 직위로, 고위공무원단 가등급에 속하는 일반직공무원으로 보한다.

## 임명
- 행정중심복합도시건설청 차장은 대통령이 임명한다.

## 역할
- 행정중심복합도시건설청 차장은 청장을 보좌하여 소관사무를 처리하고 소속공무원을 지휘·감독하며, 청장이 사고로 직무를 수행할 수 없으면 그 직무를 대행한다.

## 역대 차장

### 행정중심복합도시건설추진단 부단장
| 정부        | 대수 | 이름           | 임기                           | 비고 |
| ----------- | ---- | -------------- | ------------------------------ | ---- |
| 노무현 정부 | 초대 | 이춘희(李春熙) | 2005년 4월 7일~2005년 8월 26일 |      |

### 행정중심복합도시건설청 개청준비단 기획총괄반장
| 정부        | 대수 | 이름           | 임기                             | 비고 |
| ----------- | ---- | -------------- | -------------------------------- | ---- |
| 노무현 정부 | 초대 | 안병훈(安秉勳) | 2005년 8월 27일~2005년 12월 31일 |      |

### 행정중심복합도시건설청청 차장
| 정부        | 대수     | 이름           | 임기                              | 비고                     |
| ----------- | -------- | -------------- | --------------------------------- | ------------------------ |
| 노무현 정부 | 직무대리 | 김경식(金卿植) | 2006년 1월 3일~2006년 1월 8일     |                          |
| 노무현 정부 | 초대     | 유승화(柳承和) | 2006년 1월 9일~2007년 6월 11일    |                          |
| 노무현 정부 | 직무대리 | 정완대(鄭完大) | 2007년 6월 12일~2007년 6월 18일   |                          |
| 노무현 정부 | 2대      | 송용찬(宋龍贊) | 2007년 6월 19일~2008년 3월 30일   |                          |
| 이명박 정부 | 3대      | 서종대(徐鍾大) | 2008년 3월 31일~2010년 8월 16일   | 세종시기획단 부단장 겸직 |
| 이명박 정부 | 직무대리 | 유상수(劉相秀) | 2010년 8월 17일~2010년 9월 5일    |                          |
| 이명박 정부 | 4대      | 송기섭(宋起燮) | 2010년 9월 6일~2011년 11월 10일   |                          |
| 이명박 정부 | 직무대리 | 조소연         | 2011년 11월 11일~2011년 12월 26일 |                          |
| 이명박 정부 | 5대      | 이충재(李忠在) | 2011년 12월 27일~2013년 3월 18일  |                          |
| 박근혜 정부 | 직무대리 | 조소연         | 2013년 3월 19일~2013년 4월 11일   |                          |
| 박근혜 정부 | 6대      | 홍형표(洪炯杓) | 2013년 4월 12일~2014년 5월 20일   |                          |
| 박근혜 정부 | 7대      | 박명식(朴明植) | 2014년 5월 20일~2016년 8월 16일   |                          |
| 박근혜 정부 | 8대      | 안시권(安時權) | 2016년 8월 16일~2017년 9월 14일   |                          |
| 문재인 정부 | 9대      | 김진숙(金珍淑) | 2017년 9월 15일~2018년 12월 13일  |                          |
| 문재인 정부 | 10대     | 박무익         | 2018년 12월 14일~2020년 4월       |                          |
| 문재인 정부 | 11대     | 김용석         | 2020년 4월~2021년 7월             |                          |
| 문재인 정부 | 12대     | 문성요(文聖堯) | 2021년 7월~2022년 7월 21일        |                          |
| 윤석열 정부 | 13대     | 최임락(崔林珞) | 2022년 7월 21일~2023년 7월 8일    |                          |
| 윤석열 정부 | 14대     | 김흥진(金興鎭) | 2023년 7월 9일~2023년 12월 1일    |                          |
| 윤석열 정부 | 15대     | 김규철(金奎哲) | 2023년 12월 1일~2024년 2월 12일   |                          |
| 윤석열 정부 | 16대     | 엄정희(嚴政熙) | 2024년 2월 13일~2024년 6월 23일   |                          |
| 윤석열 정부 | 17대     | 강주엽(姜周燁) | 2024년 6월 24일~2025년 7월 14일   |                          |

## 같이 보기
- 행정중심복합도시건설청
- 행정중심복합도시건설청장